# Arco branchiale
Gli archi branchiali sono strutture ossee dello splancnocranio che sostengono le branchie nei craniati. La loro evoluzione rappresenta un tipico caso di studio nell'anatomia comparata.

## Filogenesi e anatomia comparata
Gli archi branchiali sono sei negli gnatostomi e da sette a quattordici negli agnati. 
Il primo arco branchiale viene chiamato arco orale perché originerà lo scheletro della bocca. L'arco orale mantiene solo l'epibranchiale e cerato branchiale che prendono il nome rispettivamente di cartilagine del palato quadrato e cartilagine di Meckel, che origineranno mascella e mandibola.
Il secondo si chiama arco ioideo; gli altri solo col proprio numero (terzo, quarto etc...).
Dal terzo al sesto gli archi branchiali sono composti da quattro ossa che in direzione dorso-ventrale sono faringo branchiale, epibranchiale, cerato branchiale, ipobranchiale; l'arco ioideo perde il faringo branchiale, e l'epibranchiale viene chiamato iomandibolare, che mette in comunicazione neurocranio con splancnocranio negli ittiopsidi, mentre nei tetrapodi va a comporre la staffa dell'orecchio medio. 